# Émile Combes

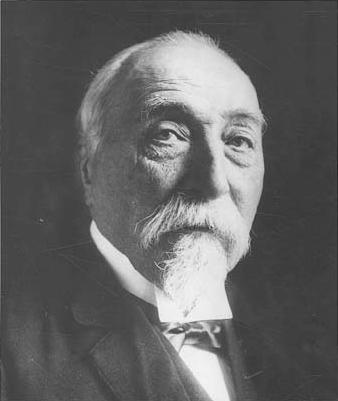
Émile Combes

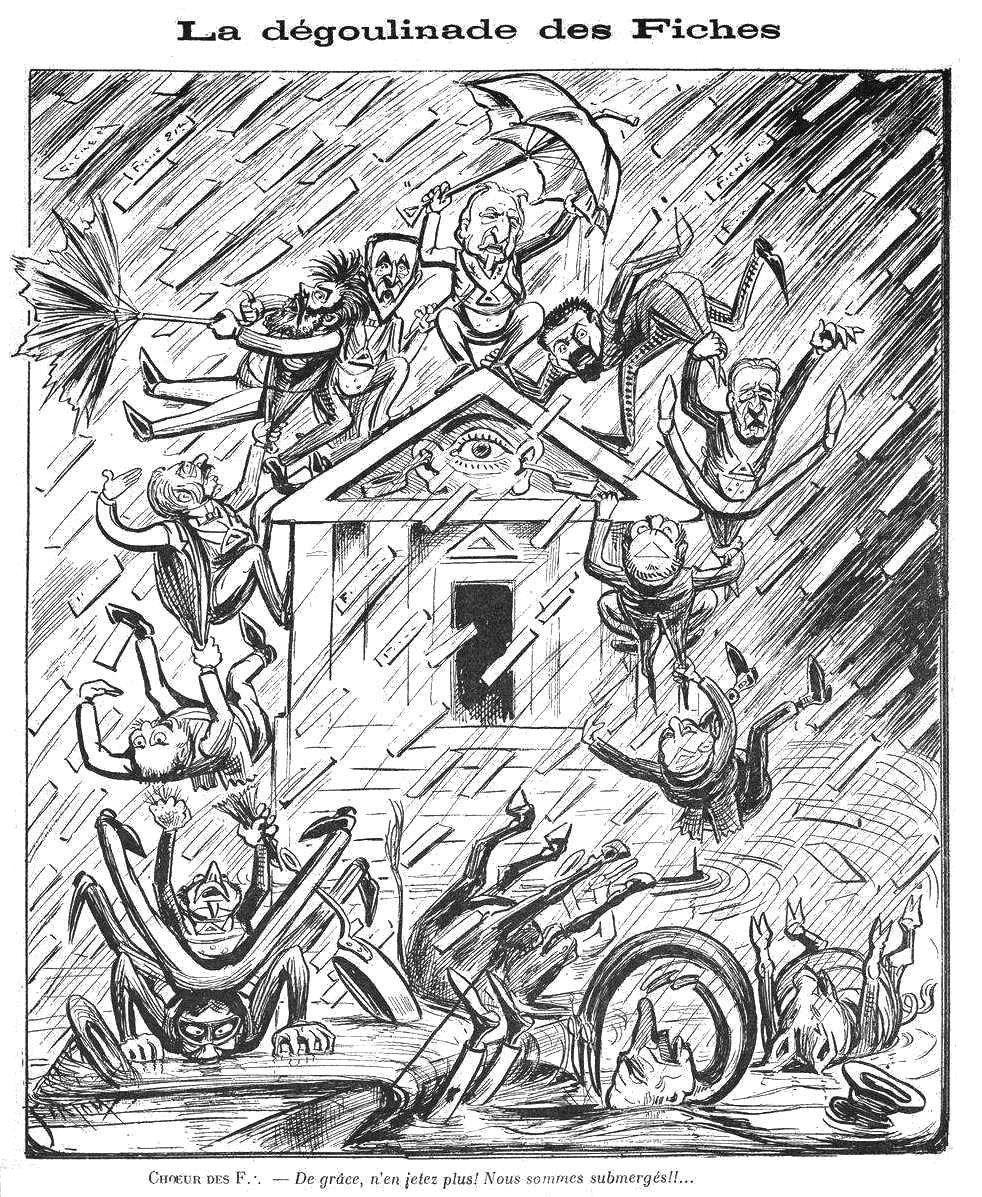
La dégoulinade des fiches (Het druipen van de fiches), antimaçonnieke karikatuur van 17 december 1904.
Choeur des F. – De grâce, n'en jetez plus! Nous sommes submergés!!..

Justin-Louis-Émile Combes (Roquecourbe (Tarn), 6 september 1835 – Pons, 25 mei 1921) was een Frans minister en premier. Combes volgde het seminarie maar ontwikkelde zich later als een fervent antiklerikaal en antikatholiek staatsman.

## Levensloop
Combes liep vanaf zijn twaalfde school in het seminarie van Castres. Hij werd er niet geschikt geacht voor een leven als religieus en werd onderwijzer in een katholiek college in Pons. Daar leerde hij zijn latere echtgenote kennen. Combes vertrok naar Parijs voor een studie geneeskunde en vestigde zich daarna in Pons als arts.

### Politieke carrière
In 1885 werd hij verkozen tot senator en hij werd in 1895 minister van Onderwijs. Ten tijde van het kabinet-Waldeck-Rousseau bereidde hij een wet op de vereniging voor, die voornamelijk ten doel had het aantal en de activiteit van de religieuze congregaties tot het uiterste te beperken en het katholiek onderwijs te fnuiken.

### Président du Conseil
Nadat hij in 1902 zelf een kabinet had gevormd, legde de autoritaire Combes de wet op de verenigingen met een aan het fanatisme grenzende ijver ten uitvoer. Vele kloosterlingen werden uit hun kloosters gedreven. Soms, zoals in het geval van de Grande Chartreuse, gebeurde dit zelfs manu militari (29 april 1903). Een nieuwe wet van 4 juli 1904 kwam ten slotte neer op een vrijwel algehele opheffing van het katholiek onderwijs. De Franse bevolking kwam hiertegen in opstand.
Ook werden de Jezuïeten uit Frankrijk verbannen. Een conflict met paus Pius X, die in augustus 1903 was verkozen, leidde tot de opheffing van het Franse gezantschap bij de Heilige Stoel. Een wet op de volledige scheiding van Kerk en staat werd ingediend en na Combes' aftreden door zijn opvolger door het parlement geloodst. Het ministerie-Combes besteedde voorts aandacht aan de sociale wetgeving en voerde de tienurige werkdag in. In januari 1905 kwam het kabinet ten val door het schandaal van de fiches dat in oktober 1904 aan het licht was gebracht. De pers had namelijk ontdekt dat de minister van Oorlog, generaal André, met de actieve steun van de maçonnieke loges meer dan 20 000 fiches had laten opstellen, waarbij onder andere de kerkgang van katholieke officieren werd bijgehouden om hen van promotie uit te sluiten. André moest ontslag nemen en even later, op 15 januari 1905, was dit ook het geval voor Combes.

### Later leven
Tijdens de Eerste Wereldoorlog was Combes nog minister zonder portefeuille in een kabinet-Briand (1915-1916).
Émile Combes was gedurende 42 jaar burgemeester van Pons. Hij is begraven op het Vieux Cimetière Saint Martin in Pons.
- Biblioteca Nacional de España: XX1230115
- Bibliothèque nationale de France: cb12310723r (data)
- Gemeinsame Normdatei: 119215144
- International Standard Name Identifier: 0000 0000 8386 0153
- Library of Congress Control Number: no94036707
- MusicBrainz: f9d24eb2-c21b-4a8b-b21c-176902b50dfe
- Nationale Bibliotheek van Israël: 987007295814905171
- Nationale Bibliotheek van Polen: a0000002089607
- Nederlandse Thesaurus van Auteursnamen: 080669611
- SNAC: w65g3830
- Système universitaire de documentation: 03199427X
- Virtual International Authority File: 59150902
- WorldCat: E39PBJfRygdTQtXpVbhHcPMXVC